# Italiano medio (film)
Italiano medio è un film del 2015, diretto ed interpretato da Maccio Capatonda, al suo esordio cinematografico.
La pellicola riprende il fake trailer Italiano medio, parodia del film Limitless, realizzato dallo stesso Capatonda ed andato in onda a fine 2011 all'interno del programma Ma anche no.

## Trama
Giulio Verme sta protestando con un'associazione ambientalista contro l'abbattimento di un bioparco, voluto per costruire un quartiere residenziale progettato dal famoso imprenditore Giancarlo Cartelloni.
Nato da due genitori teledipendenti che non lo consideravano mai, Giulio ha iniziato fin da giovane a provare un profondo odio per la TV e per tutto ciò che ad essa è collegato; è inoltre diventato ambientalista, animalista, vegano e contrario a qualsiasi tipo di spreco. Crescendo non è più riuscito a sopportare la situazione familiare ed ha deciso di andare via da casa: ha frequentato quindi la facoltà di scienze ambientali, dove si è laureato a pieni voti con una tesi sul riciclaggio dei rifiuti e dove ha conosciuto Franca, che la pensa come lui sull'ambiente, con la quale si è fidanzato e convive.
Con il passare degli anni, Giulio è sempre molto preoccupato per il futuro dell'umanità e dell'ambiente e per l'indifferenza delle persone che lo circondano, cercando senza successo di sensibilizzarle sui temi che tanto gli stanno a cuore. Una sera, dopo un litigio con Franca, esce di casa e viene avvicinato dalla leader dell'associazione di protesta no-profit ecosostenibile "I Salmoni" ma, dopo aver sentito i buoni propositi dell'associazione, pensa che sia comunque tutto inutile e lascia perdere. Una volta tornato a casa, rimasto solo perché Franca è partita per due settimane per fare del volontariato, sente suonare il campanello: andato ad aprire, trova il suo vecchio compagno di scuola Alfonzo, che, per tentare di rincuorarlo, gli fa provare una pillola che riduce temporaneamente l'utilizzo del proprio cervello dal normale 20% al 2%.
La pillola porta Giulio a cambiare completamente, trasformandolo in una persona estremamente superficiale, che pensa solamente a divertirsi, alle donne, al suo aspetto fisico, al sesso e alla celebrità. Ha quindi un rapporto sessuale con la vicina di casa Sharon ed insieme ad Alfonzo entra in una discoteca esclusiva spacciandosi per l'ex calciatore Ruud Gullit. Lì si fa prestare l'Hummer del buttafuori e lo distrugge contro un albero del bioparco. Intenzionato a non fermarsi nelle sue scorribande, dopo l'incidente ruba un escavatore e lo usa per vandalizzare il parco scavando nel terreno la scritta "Scopare" (il suo motto da quando ha cambiato personalità). Il giorno seguente, svanito l'effetto della pillola, Giulio torna in sé: dopo essere rimasto sconvolto per tutto ciò che ha fatto sotto l'effetto della pillola, apprende dai notiziari che la questione del bioparco, grazie al suo stesso atto vandalico, ha assunto rilevanza mediatica, spingendo molte persone ad interessarsi alla sua tutela, e si convince che l'unico modo per sensibilizzare l'opinione pubblica sia l'ecoterrorismo.
Giulio decide quindi di coinvolgere nel suo progetto gli attivisti de "I Salmoni" e insieme pianificano l'inquinamento dell'acquedotto, in modo da far comprendere alle persone il valore dell'acqua, poi contatta Alfonzo per avere altre pillole che gli diano l'incoscienza necessaria per commettere questo atto. Dopo aver inquinato l'acquedotto, rovesciandovi dentro una grande quantità di rifiuti che escono dai rubinetti delle abitazioni, non riesce più a fare a meno di prendere continuamente le pillole e, sotto il loro effetto, sposa Sharon e stravolge completamente la sua vita, continuando a comportarsi da "italiano medio". Nel frattempo, viene notato dai talent scout del reality show più seguito del momento, "MasterVip", che lo invitano a diventare concorrente: Giulio partecipa e arriva in finale. Intanto Franca ritorna a casa, apprende le novità e non capisce cosa possa essere successo al suo fidanzato: Sharon le spiega tutti i recenti avvenimenti ed entrambe, insieme ad Alfonzo, si recano alla finale di "MasterVip".
La prova finale del reality consiste nel chiudere tutti i ponti con il passato per diventare un vero vip: Giulio deve firmare il divorzio con Sharon e mandare a quel paese Alfonzo e la sua fidanzata Franca. Inizialmente fa quello che gli viene chiesto, ma Franca gli rivela che, dopo aver parlato con Alfonzo, ha scoperto che in realtà le pillole non sono mai esistite ed erano solo frutto dell'immaginazione di Giulio, come giustificazione per i suoi comportamenti più triviali; infatti Giulio ha evitato tali esperienze in quanto era convinto di voler rendere il mondo un posto migliore, ma in realtà ha sempre provato verso di esse un forte desiderio represso. In quel momento Giulio, per un attimo, torna in sé e tiene al pubblico un discorso sconclusionato, in cui a tratti prevale la sua vecchia personalità e a tratti quella nuova. A Cartelloni, giudice del reality, la sincerità del suo discorso piace molto e lo dichiara vincitore di "MasterVip". Improvvisamente Giulio si ricorda dei suoi genitori teledipendenti e gli sembra di vederli attraverso la macchina da presa, iniziando a parlargli; corre allora verso l'obiettivo come per andare loro incontro (loro stavano effettivamente seguendo la trasmissione in TV) e sbatte contro la telecamera, svenendo.
Caduto in coma, viene portato all'ospedale e, mentre intorno al suo letto tutti aspettano che si risvegli, uno psicologo spiega che nella mente di Giulio in quel momento è in atto un vero e proprio scontro tra personalità, dovuto ad anni di repressione di alcuni comportamenti ed al suo odio verso tutto ciò che è considerato convenzionale. Giulio esce dal coma e capisce quindi che nella vita non può mai essere tutto bianco o tutto nero e che, per vivere bene in Italia, sono indispensabili dei compromessi. Gli viene quindi in mente un modo per salvare il bioparco sfruttando la sua recente popolarità e la TV, che ora vede come uno strumento che può anche essere utile per fare propaganda positiva: propone a Cartelloni un nuovo reality in cui i concorrenti saranno impegnati a ricostruire il bioparco, armati di zappa e sementi.
La scena finale vede Giulio tornato completamente in sé, di fronte al televisore e abbracciato sia a Franca che a Sharon, con un nuovo motto: "Copulare".

## Produzione
Le riprese del film sono iniziate il 22 settembre e sono terminate il 31 ottobre 2014; si sono svolte completamente a Milano.

## Promozione
Il 5 luglio 2014 viene diffuso in rete un primo trailer nel quale si preannuncia la realizzazione del film. Il 15 dicembre viene pubblicato sul sito della Gazzetta dello Sport il trailer del film.

## Distribuzione
La pellicola è stata distribuita nelle sale cinematografiche italiane a partire dal 29 gennaio 2015.

## Accoglienza

### Incassi
Nel primo fine settimana di programmazione il film incassa 1 972 000 euro. L'incasso totale è stato di € 4 518 908, riuscendo a coprire i costi di produzione di circa € 1,6 milioni.

## Riconoscimenti
- 2015 - Nastro d'argento
  - Candidatura per il miglior film commedia